# 乌克兰大学列表
乌克兰大学列表，按城市排列

## 切尔诺夫策

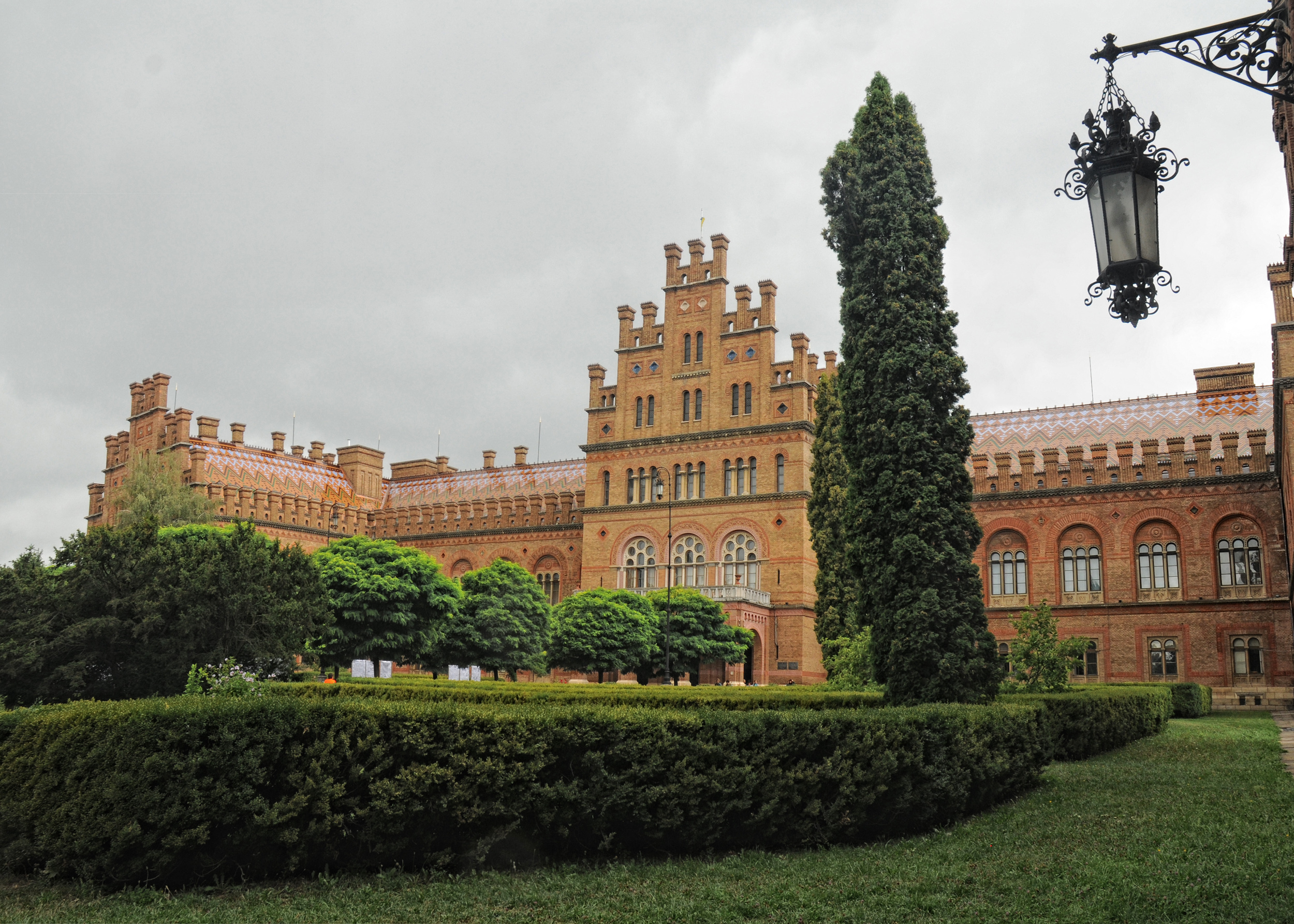
切尔诺夫策大学

- 切尔诺夫策大学

## 第聂伯罗彼得罗夫斯克
- 第聂伯罗彼得罗夫斯克国立大学[1]
- 乌克兰国立矿业大学[2]
- 乌克兰化工大学[3]

## 顿涅茨克
- 顿涅茨克国立大学
- 顿涅茨克州立医科大学
- 顿涅茨克国立技术大学

## 霍尔利夫卡
- 外国语学院

## 哈尔科夫
- 哈爾科夫大學
- 哈尔科夫国立无线电子大学
- 哈尔科夫国立经济大学
- 哈爾科夫國立工業大學
- 哈尔科夫航空大学
- 哈尔科夫国立医科大学
- 乌克兰国立智者雅罗斯拉夫法学院（英语：Yaroslav Mudryi National Law University）

## 基辅
- 基辅大学
- 基輔莫訶拉院國立大學
- 基辅国立语言大学
- 乌克兰国立技术大学基辅理工学院[4]
- 基辅国立经济大学
- 博戈莫列茨国立乌克兰医科大学
- 基辅音乐学院
- 基辅国立建筑工业大学 (KNUCA)[5]
- 国立航空大学[6]

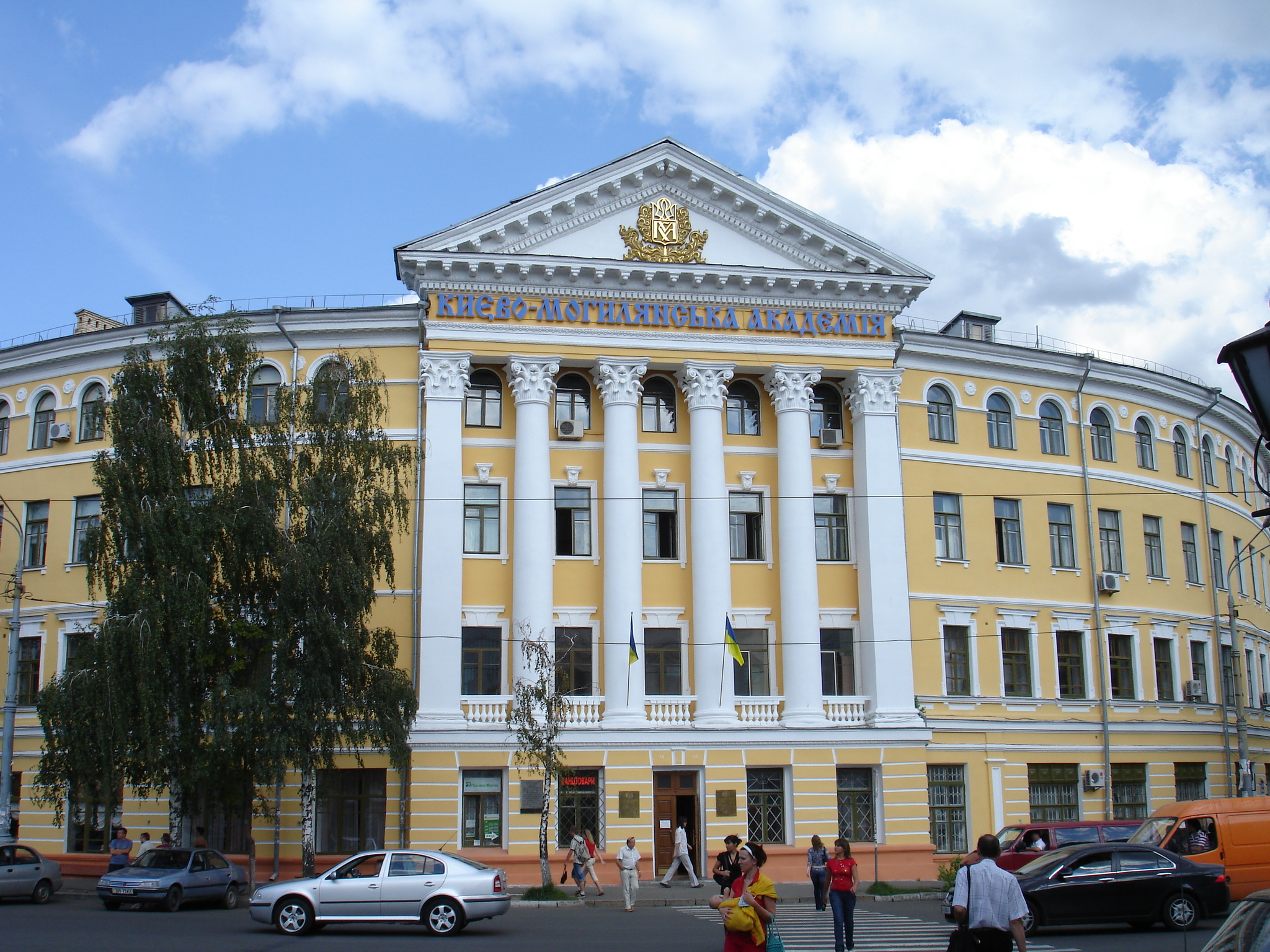
基辅莫吉拉学院国立大学

- 国立德拉戈马诺夫师范大学（英语：National Pedagogical Drahomanov University）
- 基辅国立剧院、电影与电视大学
- 国家管理学院[7]
- International Solomon University
- 基辅经济学院
- Interregional Academy of Personnel Management
- Kyiv Military Institute of Control and Signals
- Economics Education and Research Consortium
- OPEN INTERNATIONAL UNIVERSITY OF HUMAN DEVELOPMENT “UKRAINE”[8]
- 基辅国立贸易经济大学
- 國家視覺藝術與建築學術院

## 利沃夫

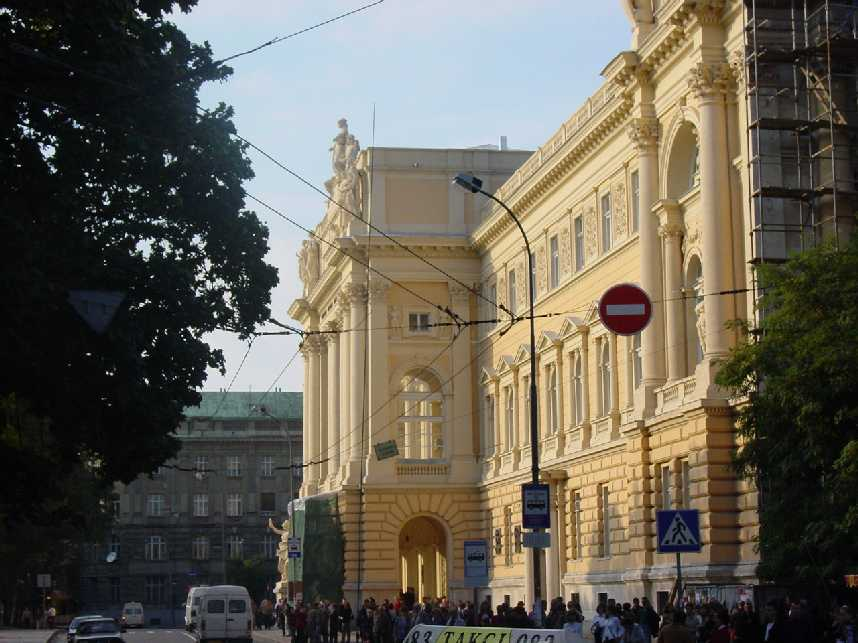
利沃夫大学

- 利沃夫大学
- 利沃夫理工大學
- 利沃夫國立音樂學院

## 敖德萨
- 敖德萨国立理工大学
- 敖德萨大学
- 敖德萨州立经济大学
- 敖德萨州立医科大学
- 敖德萨国立法学院
- 敖德萨州立海洋大学
- 敖德萨州立海洋学院
- 敖德萨国立电信学院

## 辛菲罗波尔
- 克里米亚州立医科大学
- National Tavria University

## 尼古拉耶夫
- 乌克兰国立造船大学
- 莫訶拉黑海國立大學（英语：Petro_Mohyla_Black_Sea_State_University）

## 蘇梅
- 蘇梅州立大學